# Commodore Clipper
Die Commodore Clipper ist eine Ro-Pax-Fähre der britischen Reederei Condor Ferries. Die Fähre verkehrt zwischen Portsmouth und den Kanalinseln Guernsey und Jersey.

## Geschichte
Das Schiff wurde unter der Baunummer 975 auf der Werft Van der Giessen-De Noord in Krimpen aan den IJssel gebaut. Die Kiellegung fand am 10. November 1998, der Stapellauf am 8. Mai 1999 statt. Die Fertigstellung und Ablieferung an Commodore Ferries erfolgte am 17. September 1999. Die Fähre basiert auf einem Entwurf der Bauwerft, nach dem auch die ursprünglich für Bornholmstraffiken gebauten Fähren Dueodde (mittlerweile als Condor Islander ebenfalls für Condor Ferries im Einsatz) und Hammerodde und die Ben-my-Chree der Isle of Man Steam Packet Company gebaut wurden.
Ende September 1999 wurde die Fähre zunächst als Frachtfähre zwischen Portsmouth und den Kanalinseln Guernsey und Jersey in Dienst gestellt. Ab Oktober des Jahres wurden dann auch Passagiere befördert. Seit 2005 wird der Fährverkehr von der aus Commodore Ferries hervorgegangenen Reederei Condor Ferries betrieben.

## Zwischenfälle
Am 16. Juni 2010 kam es auf dem Hauptdeck des Schiffes zu einem Brand eines der für den Transport von temperaturgeführter Ladung beförderten Auflieger. An Bord des Schiffes, das sich auf dem Weg von Saint Helier auf Jersey nach Portsmouth befand, befanden sich zahlreiche Auflieger, mit denen bereits für die Lieferung an Supermärkte fertig verpackte Kartoffeln transportiert wurden. Die Anzahl der Auflieger machte es unmöglich, alle im offenen Bereich des oberen Fahrzeugdecks zu befördern, wo für die Kühlung der Ladung die Dieselaggregate der Trailer hätten genutzt werden können. Stattdessen wurden auch Auflieger mit temperaturgeführter Ladung auf dem geschlossenen Hauptdeck befördert, die zum Betrieb der Kühlaggregate an das Stromnetz des Schiffes angeschlossen waren. Zunächst wurde versucht, das Feuer mit Bordmitteln zu bekämpfen. Dies war jedoch nicht erfolgreich. Das Feuer musste schließlich mit Hilfe der Feuerwehr in Portsmouth gelöscht werden. Um an die Brandstelle zu kommen, mussten zunächst zahlreiche Trailer von Bord geholt werden.
Am 14. Juli 2014 lief das Schiff bei der Ansteuerung von Saint Peter Port auf Guernsey auf Grund. Dabei wurde der Rumpf beschädigt, es kam zum Wassereinbruch in Hohlräumen des Doppelbodens.

## Technische Daten und Ausstattung

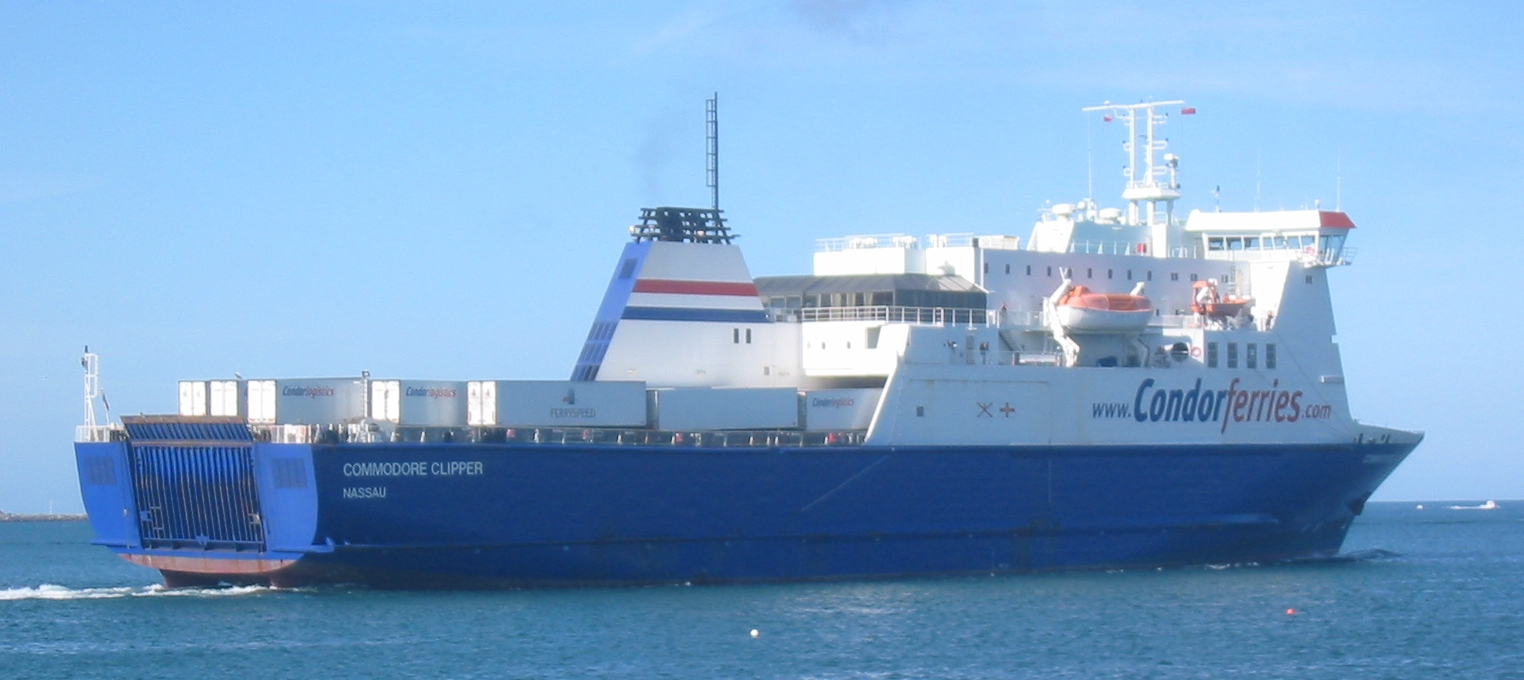
Seitliche Ansicht des Schiffes mit der Heckrampe und dem offenen Decksbereich auf Deck 7

Das Schiff wird von zwei Caterpillar-Dieselmotoren des Typs MaK 9M32 mit jeweils 4320 kW Leistung angetrieben. Die Motoren wirken über Untersetzungsgetriebe auf zwei Verstellpropeller. Das Schiff ist mit zwei elektrisch angetriebenen Bugstrahlrudern ausgestattet. Für die Stromerzeugung stehen zwei von den Hauptmotoren angetriebene Wellengeneratoren und drei von Caterpillar-Dieselmotoren des Typs 3508B DITA angetriebene Generatoren zur Verfügung. Weiterhin wurde ein von einem Caterpillar-Dieselmotor des Typs 3406 DITA angetriebener Notgenerator verbaut.
Die Antriebsmotoren wurden 2016 auf einer Werft in Falmouth mit Scrubbern zur Reduzierung der Schwefel- und Feinstaubemissionen nachgerüstet.
Die Fähre verfügt über zwei Fahrzeugdecks mit 1.265 Spurmetern. Auf dem Hauptdeck (Deck 3) befindet sich ein geschlossenes Fahrzeugdeck. Dieses ist über eine Heckrampe zugänglich. Auf dem darüber liegenden Deck (Deck 5) befindet sich ein im hinteren Bereich offenes Fahrzeugdeck, das vom Hauptdeck über Rampen zugänglich ist. Dieses Fahrzeugdeck ist im vorderen Bereich von den Decksaufbauten überbaut.
In den Decksaufbauten sind auf den Decks 7 und 8 die Einrichtungen für die Passagiere unter anderem mit einem Bistro, einer Bar und einem Laden untergebracht. Den Passagieren stehen Zwei-, Drei- und Vierbettkabinen sowie Ruhesessel zur Verfügung.
Auf Deck 9 befinden sich unter anderem die Einrichtungen für die Schiffsbesatzung, Deck 10 ist die im vorderen Bereich der Decksaufbauten angeordnete Brücke. Die Brücke ist über die gesamte Breite geschlossen. Zur besseren Übersicht beim An- und Ablegen und dem Navigieren in engen Fahrwassern gehen die Nocken etwas über die Schiffsbreite hinaus.